# DreamWorks Pictures
DreamWorks Pictures SKG ou DreamWorks Studios ou simplesmente DreamWorks, é uma das maiores empresas cinematográficas dos Estados Unidos, desenvolvendo, produzindo e distribuindo filmes, Video games e programas de televisão. A DreamWorks localiza-se em Burbank na Califórnia e tem uma filial em Jersey City. As iniciais "SKG" são devidas aos co-fundadores da companhia, Steven Spielberg (diretor de cinema e fundador da Amblin Entertainment), Jeffrey Katzenberg (cineasta americano, ex-diretor da Walt Disney Company) e David Geffen (produtor musical, fundador das gravadoras Geffen Records e DGC Records, pertencente à Universal Music Group).
A DreamWorks Records nunca atendeu as expectativas e foi vendida em outubro de 2003 para a Universal Music Group, que agora opera com o nome de DreamWorks Nashville.
De todos os principais estúdios cinematográficos é o mais recente, tendo sido lançado seu 1° filme (The Peacemaker) em 1997, apesar de ter produzido algumas séries em 1996. Apesar de novo, o estúdio já conseguiu realizar vários filmes de sucesso, como o vencedor do Oscar Beleza Americana e franquias de animação como Shrek Madagascar Kung fu Panda Como Treinar O Seu Dragão e Monstros Vs Alienigenas. O estúdio teve grande sucesso financeiro com esses filmes, especificamente com a franquia Shrek que arrecadou mais de US$ 3,5 bilhões nos cinemas, sendo a franquia de animação mais rentável de todos os tempos. Baseado nesse sucesso, a DreamWorks Animation foi criada como uma companhia a parte, atualmente pertencente ao grupo Comcast. Na realidade, a DreamWorks emergiu como o principal competidor da Pixar na era da animação computadorizada.
A empresa tem também trabalhos voltados a videogames, através da DreamWorks Iteractive. Em 1999 lançou aquele que seria seu principal game: Medal of Honor, um dos melhores jogos lançados para o primeiro Playstation. Depois, a série foi continuada pela sua publisher, a Eletronic Arts.
A DreamWorks especialmente co-financia e co-distribui várias produções. DreamWorks já lançou filmes com as seguintes companhias:
1. Universal Pictures
2. Walt Disney Pictures e Touchstone Pictures
3. Sony Pictures
4. Warner Bros. Pictures
5. Paramount Pictures
6. 20th Century Studios
7. Nickelodeon Movies
8. Relliance Entertainment India

Com o co-financiamento e co-distribuição, um dos estúdios lança o filme internacionalmente, e o outro, domesticamente. Geralmente dois filmes são produzidos com esse ideal. Por exemplo, ambos Minority Report e Estrada para Perdição foram feitos pela Dreamworks/20th Century Fox e lançados em 2002. No caso de Minority Report, a Fox lançou o filme nos Estados Unidos e a Dreamworks o lançou internacionalmente. Já em Estrada Para Perdição, Dreamworks lançou o filme nos Estados Unidos e a Fox o lançou internacionalmente.
Em 2012 a DreamWorks teve seus filmes distribuídos pela Walt Disney Pictures, usando o selo Touchstone Pictures. Mas em 2013 teve uma mudança, e a DreamWorks passou a ser distribuído pela 20th Century Studios , No Mesmo Ano  DreamWorks Encerra Sua Parceria Com a Nickelodeon  Exibindo Sua Última Serie Com a Nickelodeon  Monstros Vs Alienigenas Que Só Teve Apenas Uma Temporada. Em Outubro de 2016, a DreamWorks passou a ser distribuído pela Universal Studios, após a venda da DreamWorks para a mesma.

## Propriedade
Em 1994, Spielberg, Geffen e Katzenberg abriram a companhia após o último ser demitido da The Walt Disney Company. O financiamento veio de US$ 33 milhões de cada um mais $ 500 milhões do cofundador da Microsoft Paul Allen.
Com dificuldades financeiras após o fracasso de Sinbad: Legend of the Seven Seas ($125 milhões de prejuízo) e a performance baixa de The Island na América do Norte ($36 milhões com um orçamento de $126 milhões), em 2005 a Paramount Pictures comprou a DreamWorks, exceto pela lucrativa divisão animada - que ainda assim tem suas produções distribuídas pela Paramount.
Em 2006, a Paramount vendeu parte do controle do acervo da DreamWorks para a Soros Strategic Contners e Dune Entertainment II.
Em 2008, em busca de financiamento para continuar operando independentemente, visto que o contrato com a Paramount venceria no fim do ano, a DreamWorks fechou um acordo com uma firma de investimentos indiana, Reliance ADA Group.

## Companhias derivadas
- DreamWorks Animation: Produtora de filmes animados, formada após a fusão com a companhia de animação digital Pacific Data Images, que foi adquirida em 1998. Produziu cinco longas animados tradicionais, dois em stop-motion e doze (até 2009) em animação digital. Se tornou independente em 2004 e em Abril de 2016 foi comprada pela Comcast dona da NBCUniversal.
- DreamWorks Television: Produtora de televisão, responsável por séries como Spin City, Las Vegas e United States of Tara, e minisséries como Band of Brothers; o contrato cinematográfico com a Disney permitirá á divisão televisiva ser distribuída pela Disney-ABC
- DreamWorks Records: Gravadora, distribuída por subdivisões da Universal Music Group, com uma subdivisão em Nashville para música Coutry. Fechada em 2005, com a maioria dos artistas contratados indo para a Geffen Records.
- DreamWorks Interactive LLC: Desenvolvedora de jogos eletrônicos. Comprada em 2000 pela Electronic Arts, que a rebatizou EA Los Angeles após fundir a DreamWorks Interactive com a produtora Westwood Studios.

## Filmes Animados

### Animação Tradicional
| Filme                          | Ano  | Bilheteria Mundial* |
| ------------------------------ | ---- | ------------------- |
| O Príncipe do Egito            | 1998 | $218,613,188        |
| O Caminho Para El Dorado       | 2000 | $76,432,727         |
| José - O Rei dos Sonhos        | 2000 | (direto-em-DVD)     |
| Spirit - O Corcel Indomável    | 2002 | $122,563,539        |
| Sinbad: A Lenda dos Sete Mares | 2003 | $80,767,884         |

- -em dólares

### Filmes Stop-motion
Produzidos pela Aardman Animations.
| Filme                                     | Ano  | Bilheteria Mundial* |
| ----------------------------------------- | ---- | ------------------- |
| A Fuga das Galinhas                       | 2000 | $224,834,564        |
| Wallace & Gromit - A Batalha dos Vegetais | 2005 | $192,610,372        |

- Em dólares

### Filmes de Animação computadorizada
- Formiguinhaz (1998)
- Shrek (2001)
- Shrek 2 (2004)
- O Espanta Tubarões (2004)
- Madagascar (2005)
- Os Sem-Floresta (2006)
- Por Água Abaixo (2006)
- Shrek Terceiro (2007)
- Bee Movie: A História de uma Abelha (2007)
- Kung Fu Panda (2008)
- Madagascar 2: A Grande Escapada (2008)
- Monstros vs. Alienigenas (2009)
- Como Treinar o Seu Dragão (2010)
- Shrek para Sempre (2010)
- Megamente (2010)
- Kung Fu Panda 2 (2011)
- Gato de Botas (2011)
- Madagascar 3: Os Procurados (2012)
- A Origem dos Guardiões (2012)
- Os Croods (2013)
- Turbo (2013)
- As Aventuras de Peabody & Sherman (2014)
- Como Treinar o Seu Dragão 2 (2014)
- Os Pinguins de Madagascar (2014)
- Cada Um Na Sua Casa (2015)
- Kung Fu Panda 3 (2016)
- Trolls (2016)
- O Poderoso Chefinho (2017)
- As Aventuras do Capitão Cueca - O Filme (2017)
- Como Treinar o Seu Dragão 3 (2019)
- Abominável (2019)
- Trolls World Tour (2020)
- Os Croods 2: Uma Nova Era (2020)
- O Poderoso Chefinho 2: Negócios da Família (2021)
- Spirit: O Indomável (2021)
- Os Caras Malvados (2022)
- Gato de Botas 2: O Último Perdido (2022)
- Ruby Marinho: Monstro Adolescente (2023)
- Trolls 3 - Juntos Novamente (2023)
- Orion e o Escuro (2024)
- Kung Fu Panda 4 (2024)
- Robô Selvagem (2024)
- Homem Cão (2025)

### Filmes de Animação computadorizada ainda não lançados
- Os Caras Malvados 2 (2025)
- Gabby's Dollhouse: The Movie (2025)
- Shrek 5 (2026)

## Séries de televisão
- United States of Tara (2009-2011)
- The Tailsman (2008, with TNT) (mini series)
- Into the West (2005) (mini Séries)
- Father of the Pride (2004)
- Alienators: Evolution Continues (2001)
- Band of Brothers (2001) (mini séries)
- The Contender (2005-presente)
- Rescue Me (2004-2011)
- Las Vegas (2003-2008)
- Champs (1996)
- Freaks and Geeks (1999)
- High Incident (1996)
- Ink (1996)
- Invasion America (1998)
- The Job (2001)
- Oliver Beene (2003)
- The Pacific War (2006) (minisséries)
- Spin City (1996)
- Toonsylvania (1998)

## Especiais de televisão
- The Hatching of "Chicken Run" (2000)
- Gladiator Games: The Roman Bloodsport (2000)
- We Stand Alone Together (2001)
- What Lies Beneath: Constructing the Perfect Thriller (2001)
- Woody Allen: A Life in Film (2002)